# 朝貢国
朝貢国（ちょうこうこく、英語: Tributary state）とは、強大な軍事力を持つ国家に対して定期的に貢ぎ物を献上することで、その保護を受ける弱い国を指す。
朝貢とは「単に貢ぎ物を送る」だけでなく、弱い国が「強国から確実な軍事的保護を得る」ための一種の策略であり、朝貢国がより頻繁に貢ぎ物を送り、より服従的な態度を示すほど、宗主国からの保護はより手厚くなるとされる。

## 定義
朝貢国は所謂「属国」とは異なる概念で、中華王朝においては中華思想を背景として夷狄（周辺国）が中国皇帝（朝）に謁見・献上（貢）することを指した。中華王朝に朝貢を行った国の中で、皇帝と君臣関係を結んだ君主の国を特に冊封国と呼ぶ。
そのため、朝貢国とは、文化的にはある程度従属的な立場にありながらも、国家としての独立を保っていた国を指す。また、日本語、英語、中国語のいずれにおいては、「朝貢国（英語: Tributary state、中国語: 朝貢國）」と「属国（英語: vassal state、中国語: 藩屬國）」は明確に区別されている。

## 中国

### 概要
東アジアでは、中華王朝を宗主国とした世界でも特に発達した朝貢システムが確立され、「冊封体制」とも呼ばれていた。多くの東アジア、中央アジア、東南アジア一帯の国々は、歴代の中華王朝と接触し冊封関係を結ぶことで冊封体制に組み込まれていった。

## その他
- アル＝アンダルスでは、グラナダ首長国における最後のムーア人政権であるナスル朝が、キリスト教勢力であるカスティーリャ王国へ貢物を収めていた。
- オスマン帝国の周辺部に位置する付庸国はさまざまな形でオスマンへ従属していた。一部の国は独自の指導者を選ぶことを許されていたが、ほかの国々は領土の維持のためにオスマン帝国への貢納を行っていた。
- 西洋の列強は朝貢国のことを「保護領」と認識し、アジア・アフリカの国々は列強の保護を受ける時点で自動的に保護領となり、事実上では植民地扱いを受けていた。
- フィリピンでは、各バランガイのダトゥたちが、16世紀後半から、1898年に群島が米国の支配下に入るまで、スペイン帝国のアジア封臣となっていた。その主権は1594年6月11日にスペイン国王フェリペ2世によって承認されたが、その条件としてスペイン王室への貢納が課されていた[a]。